# Vladimir Grebnev
Vladimir Grebnev (Moscou, 1907 - Moscou, 1976) est un photographe photojournaliste russe.

## Biographie
Vladimir Grebnev est connu comme photographe de la Grande Guerre patriotique.

## Galerie

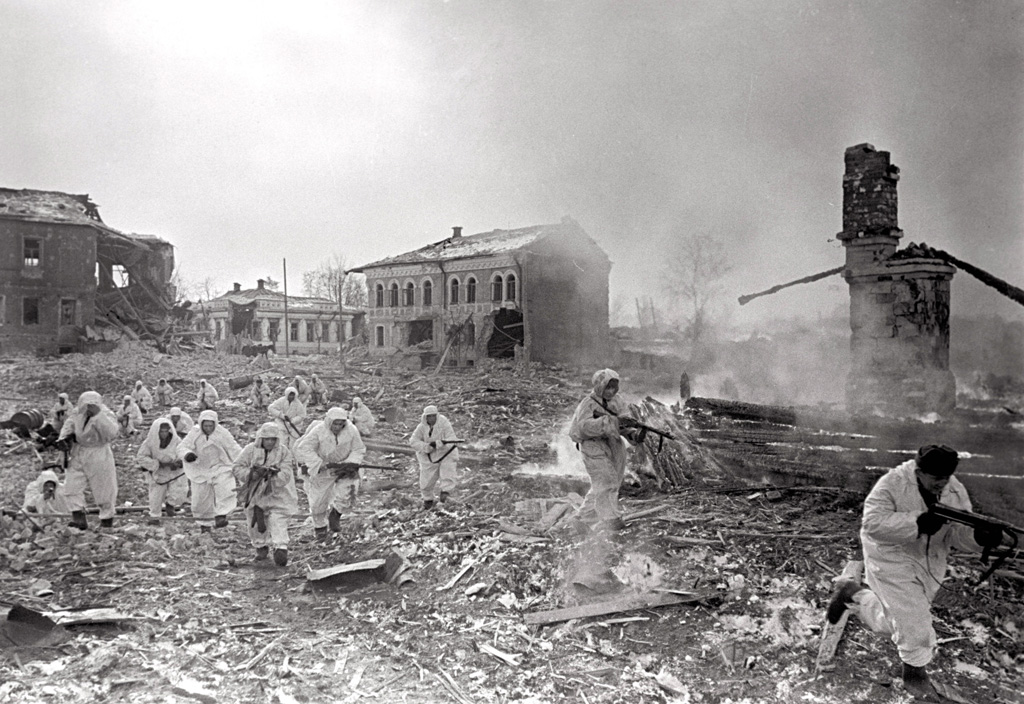
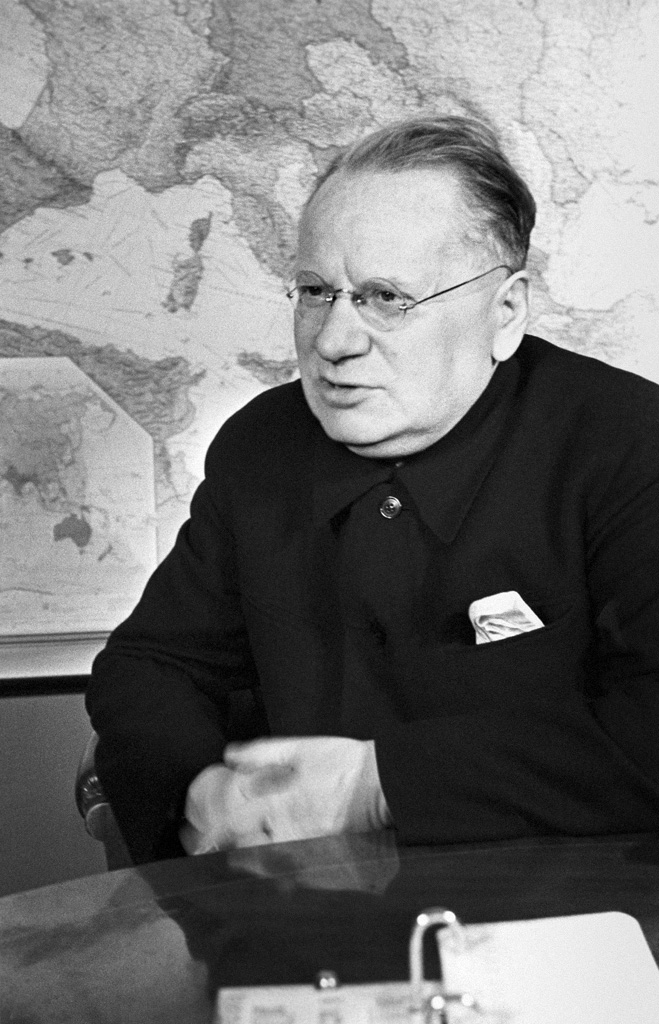
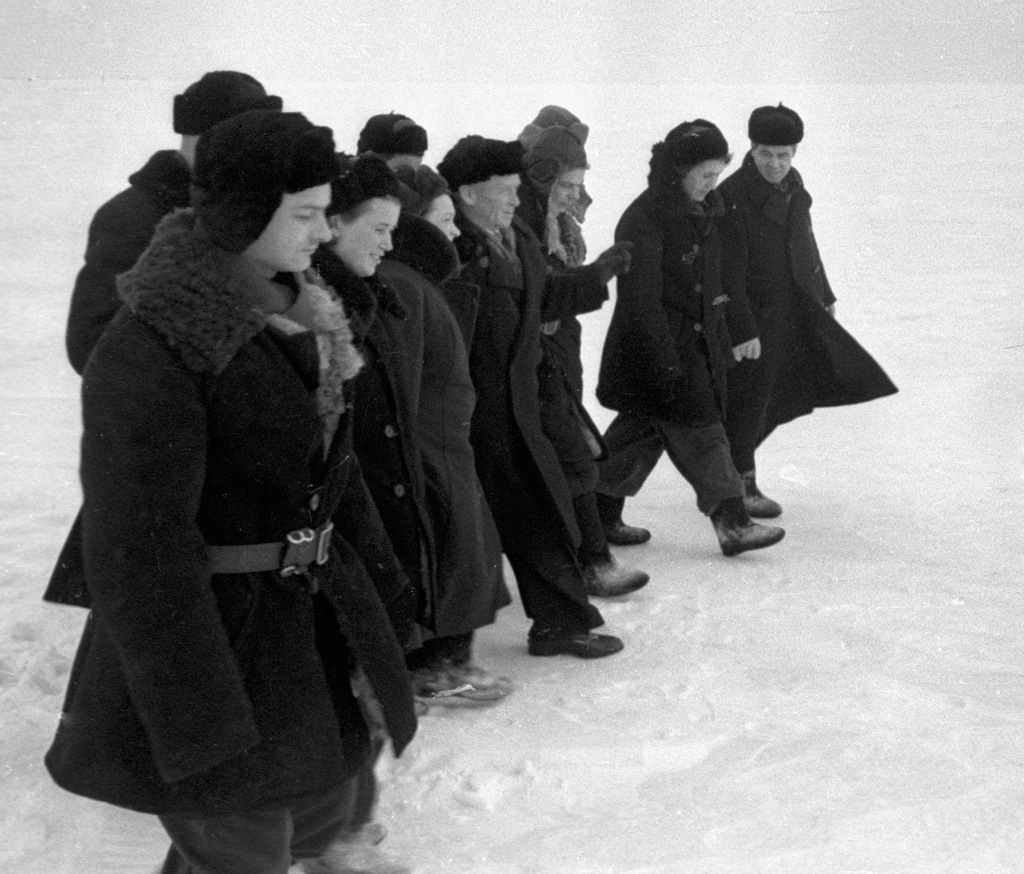